# Back to the Light
Back to the Light is een studio-album van Queen-gitarist Brian May. Het album is opgenomen tussen 1988 en 1992 en uitgebracht in september 1992, een klein jaar na het overlijden van Queen-zanger Freddie Mercury. Het is het eerste volledige solo-album van May, die hiervoor enkel de ep Star Fleet Project als solo-werk uitgebracht had.
Op het album wordt onder andere meegespeeld door drummer Cozy Powell (onder andere bekend van de Jeff Beck Group en Rainbow), bassist Neil Murray (Whitesnake/Black Sabbath), bassist Gary Tibbs (Roxy Music/Adam and the Ants) en keyboardspeler Mike Moran. Queen-bassist John Deacon speelt mee in het nummer "Nothin' But Blue".
Met uitzondering van "Rollin' Over", een cover van de Small Faces, zijn alle nummers geschreven door May zelf, hierbij bijgestaan door Cozy Powell (op "Resurrection" en "Nothin' But Blue"), Jamie Page (op "Ressurection") en Frank Musker en Elizabeth Lamers (op "Too Much Love Will Kill You").
Het album heeft vijf singles voortgebracht: "Driven By You", "Too Much Love Will Kill You", "Back To The Light", "Resurrection", "Last Horizon", de laatste twee enkel in het Verenigd Koninkrijk. Zowel "Driven By You" als "Too Much Love Will Kill You" werden internationale top 10-hits. Het nummer "Driven By You" kreeg extra bekendheid doordat het gebruikt werd in een reclame van Ford.

## Tracks
1. "The Dark" 2:21 (May)
2. "Back to the Light" 5:00 (May)
3. "Love Token" 5:56 (May)
4. "Resurrection" 5:26 (May/Powell/Page)
5. "Too Much Love Will Kill You" 4:28 (May/Lamers/Musker)
6. "Driven by You" 4:12 (May)
7. "Nothin' But Blue" 3:31 (May/Powell)
8. "I'm Scared" 4:00 (May)
9. "Last Horizon" 4:11 (May)
10. "Let Your Heart Rule Your Head" 3:51 (May)
11. "Just One Life" 3:38 (May)
12. "Rollin' Over" 4:37 (Marriott/Lane)
13. "Driven by You" (rock re-mix) (alleen op Amerikaanse uitgaven)